# Festina (equipo ciclista)
Festina fue un equipo ciclista profesional de carretera, patrocinado por el fabricante de relojes Festina. Inicialmente llamado Lotus-Zahor heredó la estructura del equipo Hueso.

## Cronología

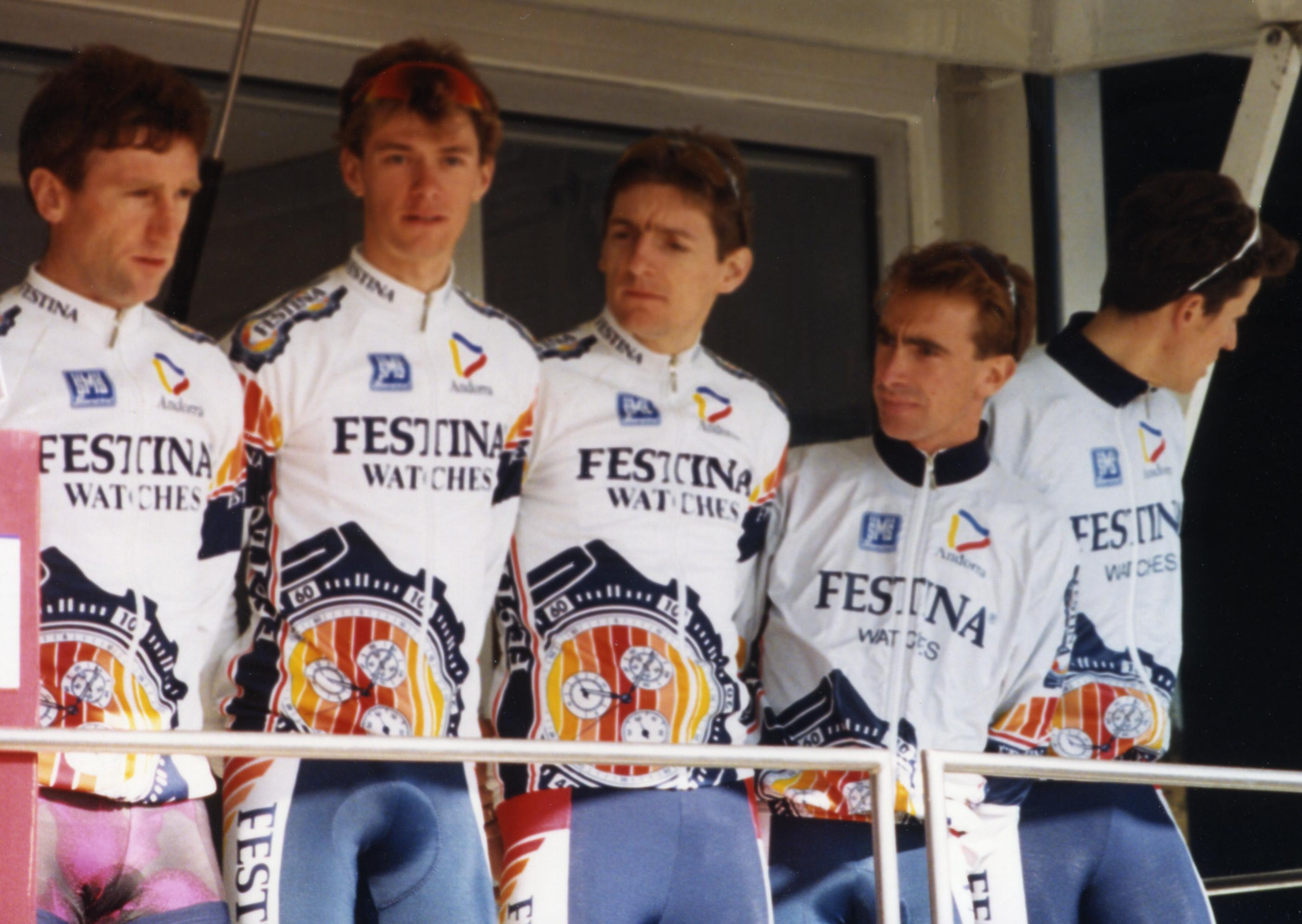
Equipo Festina en la París-Niza 1993

- En 1989, nació el equipo ciclista español: Lotus-Zahor (heredero de la estructura Hueso). Lotus es la filial española del fabricante de relojes Festina.
- El 1990, el equipo pasa a llamarse Lotus-Festina. Esta doble denominación se mantendría durante bastante tiempo: Lotus para las carreras en España y Festina para el resto del mundo.
- En 1991, el equipo ficha al corredor portugués Acacio Da Silva. A él se uniría al año siguiente un joven prometedor español: Abraham Olano.
- En 1992, el equipo participa en su primer Tour de Francia.
- En 1993, el equipo cambia de nacionalidad pasando a ser andorrano. El equipo se puede permitir el lujo de contratar a grandes ciclistas, como el irlandés Sean Kelly y el holandés Steven Rooks. Se afrancesa con la llegada del director deportivo Bruno Roussel y con corredores como Richard Virenque, Pascal Lino o Thierry Marie.
- Pero no fue hasta 1994 cuando el equipo se convirtió verdaderamente en francés. Bruno Roussel subió en reputación y nombres de corredores franceses llegaron para reforzar el equipo, entre los cuales Luc Leblanc conseguiría ese mismo año el Campeonato del mundo.
- Los años siguientes serían los de la Virenquemania y permitieron a Festina forjarse una fuerte notoriedad ante el gran público. Así, Virenque obtiene el título de mejor escalador del Tour de Francia 4 veces consecutivas, entre 1994 y 1997, y termina en el podio en 1996 y 1997. Festina consiguió la 'clasificación por equipos' en 1994 y 1996.
- En 1997, Laurent Brochard logra el Campeonato del mundo.
- En 1998, el equipo Festina es reconocido como "el más fuerte del mundo", con el refuerzo de la estrella suiza Alex Zülle. Pero en pleno Tour de Francia, el equipo se ve inmerso en uno de los mayores casos de dopaje de la historia del ciclismo.
- En 1999, siguiendo con la misma tónica, el equipo cambia de cara (Virenque, Zülle y Roussel abandonan la disciplina del equipo).
- En 2000, el equipo volvió a brillar en el Tour de Francia, gracias a la joven promesa española Joseba Beloki, quien precedió a su líder, Christophe Moreau, en el tercer peldaño del podio de París.
- En 2001, durante la última temporada de Festina en el seno del pelotón profesional, el equipo ganó la Vuelta con Ángel Casero, y Christophe Moreau llevó el maillot amarillo algunos días en el Tour de Francia.

## Corredor mejor clasificado en las Grandes Vueltas

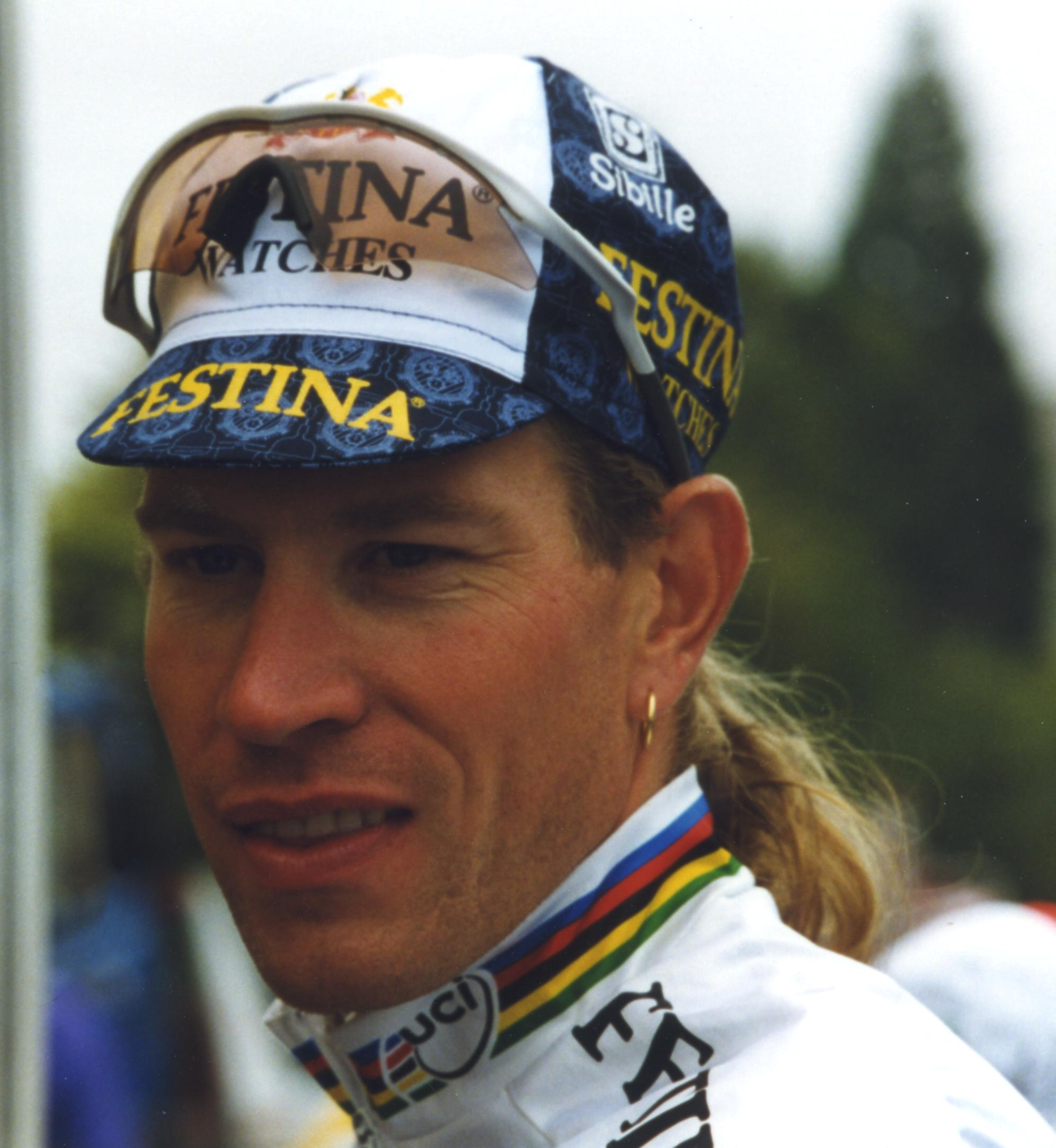
Laurent Brochard en las filas del Festina como campeón del mundo.

| Año  | Giro de Italia           | Tour de Francia            | Vuelta a España             |
| ---- | ------------------------ | -------------------------- | --------------------------- |
| 1989 | -                        | -                          | 10.º Luc Suykerbuyck        |
| 1990 | -                        | -                          | 23.º José Luis Laguía       |
| 1991 | 19.º Juan Tomás Martínez | -                          | 34.º Juan Tomás Martínez    |
| 1992 | 15.º Juan Tomás Martínez | 31.º Enrique Alonso Casado | 22.º Carlos Hernández Bailo |
| 1993 | 46.º Romes Gainetdinov   | 15.º Jean-Philippe Dojwa   | 27.º Luis Pérez García      |
| 1994 | -                        | 4.º Luc Leblanc            | 6.º Luc Leblanc             |
| 1995 | 25.º Pascal Hervé        | 9º. Richard Virenque       | 5.º Richard Virenque        |
| 1996 | 9.º Jean-Cyril Robin     | 3.º Richard Virenque       | 2.º Laurent Dufaux          |
| 1997 | 12.º Félix García Casas  | 2.º Richard Virenque       | 3.º Laurent Dufaux          |
| 1998 | 14.º Alex Zülle          | Expulsado                  | 8.º Alex Zülle              |
| 1999 | -                        | 9.º Wladimir Belli         | 17.º Félix García Casas     |
| 2000 | -                        | 3.º Joseba Beloki          | 2.º Ángel Casero            |
| 2001 | -                        | 32.º Luis Pérez Rodríguez  | 1.º Ángel Casero            |

## Clasificaciones UCI
La Unión Ciclista Internacional elaboraba el Ranking UCI de clasificación de los ciclistas y equipos profesionales.
Hasta el año 1998, la clasificación del equipo y de su ciclista más destacado fue la siguiente:
| Año  | Clasificación por equipos | Mejor corredor en la clasificación individual | Posición |
| 1995 | 11.º                      | Richard Virenque                              | 12.º     |
| 1996 | 5.º                       | Richard Virenque                              | 7.º      |
| 1997 | 4.º                       | Richard Virenque                              | 14.º     |
| 1998 | 4.º                       | Alex Zülle                                    | 6.º      |

A partir de 1999 y hasta 2004 la UCI estableció una clasificación por equipos divididos en tres categorías (primera, segunda y tercera). La clasificación del equipo y de su ciclista más destacado fue la siguiente:
| Año  | Categoría | Clasificación por equipos | Mejor corredor en la clasificación individual | Posición |
| 1999 | Primera   | 15.º                      | Wladimir Belli                                | 16.º     |
| 2000 | Primera   | 10.º                      | Christophe Moreau                             | 21.º     |
| 2001 | Primera   | 13.º                      | Christophe Moreau                             | 31.º     |

## Palmarés

### Principales victorias
- Vuelta a España 2001
- Milán-San Remo 1992
- Giro de Lombardía 1993
- 4 veces mejor escalador del Tour de Francia entre 1994 y 1997.
- Varias etapas en las grandes vueltas

## Plantilla

### Ciclistas destacados
| - Pascal Hervé - Acácio da Silva - Sean Kelly - Steven Rooks - Richard Virenque - Jean-Paul van Poppel - Thierry Marie - Pascal Lino - Luc Leblanc - Lars Michaelsen - Laurent Brochard - Emmanuel Magnien | - Christophe Bassons - Patrice Halgand - Christophe Moreau - Didier Rous - Neil Stephens - Marcel Wüst - Joseba Beloki - Ángel Casero - Alex Zülle - Laurent Dufaux - Pascal Chanteur - Mathieu Hermans - Juan Valvuena - Félix García Casas - Jaume Hernández - Rafael Casero |